# Zhuji
Zhuji is een stad en een arrondissement in de prefectuur Shaoxing in de Chinese provincie Zhejiang. Zhuji ligt 65 kilometer ten zuiden van de miljoenenstad Hangzhou. Bij de volkstelling van 2020 had de stad zelf 762.917 inwoners, het arrondissement had 1.218.072 inwoners.